# Tuvtjärnen (Lycksele socken, Lappland, 720454-164654)
Tuvtjärnen är en sjö i Lycksele kommun i Lappland och ingår i Umeälvens huvudavrinningsområde.